# Волонтир, Михай Ермолаевич
Миха́й Ермола́евич Волонти́р (рум. Mihai Volontir; 9 марта 1934, Глинжены, жудец Орхей, Бессарабия, Королевство Румыния — 15 сентября 2015, Кишинёв, Молдавия) — советский и молдавский актёр театра и кино, театральный режиссёр, певец; народный артист СССР (1984), народный артист Молдавской ССР (1974), лауреат Государственной премии Молдавской ССР (1976) и Государственной премии РСФСР им. братьев Васильевых (1980), кавалер молдавского ордена Республики (2012).
Наиболее известен благодаря киноролям цыгана Будулая и прапорщика Волентира.

## Биография
Родился 9 марта 1934 года в селе Глинжены, находившемся в тот момент в составе Королевства Румыния (ныне в Шолданештском районе Молдавии).
По свидетельству самого актёра, родился он в доме лесника Ермолая Мелентьевича Волинтира (1888—1956), близ коммуны Олишканы жудеца Орхей. Мать — Феодосия (1903—1983). Позже, при смене документов в сельсовете было искажено не только название административной единицы, но и фамилия. Все семьи в селе Глинжены, чьи фамилии были Волинтир, стали зваться Волонтир.
В 18 лет стал преподавать в сельской школе, в селе Попоуцы. В 1955 году окончил Оргеевское педагогическое училище и стал заведующим клубом в селе Липчены Резинского района.
В 1957 году, после республиканского смотра самодеятельности, был приглашён в учебную актёрскую группу Музыкально-драматического театра имени Александри в Бельцах (ныне Национальный театр имени Василе Александри), а позже стал актёром этого театра.
Его дебютом в театре была роль фигуранта в комедии «Кирица в Яссах» Василе Александри. Сыграл в театре более 120 главных ролей.
Пел на сценах театра и эстрады, в кинофильмах, на радио и телевидении. В его фонотеке более 50 песен, многие из которых стали шлягерами.
Начал сниматься в кино в 1967 году. Широко известен фильм «В зоне особого внимания» (1977), в котором сыграл одну из главных ролей (прапорщик Волентир). В 1981 году на экраны вышел фильм-продолжение «Ответный ход», где главные роли сыграли те же актёры.
Наиболее широкую известность принёс многосерийный фильм «Цыган» (1979), в котором актёр сыграл роль цыгана Будулая, скитающегося по свету в поисках свободы и счастья. Фильм имел большой успех у зрителей, и в 1985 году вышло продолжение — «Возвращение Будулая».
Несмотря на всесоюзную известность и славу, он никогда не покидал свой город Бельцы, где продолжал играть и заниматься режиссурой в Национальном театре имени Василе Александри. В 2009 году поставил там музыкальную комедию по пьесе «Сон в майскую ночь» Б. Хашдеу.
Депутат Верховного Совета Молдавской ССР XII созыва (1990—1993), единогласно принявшего Декларацию о независимости Республики Молдова 27 августа 1991 года. Национал-демократ. Как сторонник молдавской государственности, выступал в Верховном Совете Молдавской ССР (в апреле 1990 года) против «проклятых русских оккупантов» и за «культурный молдавский язык».
Член Союза кинематографистов СССР.
В 2014 году на экраны вышел первый документальный фильм о жизни и творчестве М. Волонтира.
В последние годы жизни страдал сахарным диабетом, осложнившимся диабетической ангиопатией и ретинопатией. Начиная с конца 1990-х годов перенёс несколько операций. Операции проводились в Военно-медицинской академии Санкт-Петербурга. Денежную помощь актёру оказывали Правительство Москвы, Республики Молдова, российские предприниматели, театральная общественность страны и верные поклонники его творчества со всех уголков бывшего Союза.
Перед смертью более двух месяцев находился на постоянном стационарном лечении в больнице города Бельцы, затем в Республиканской клинической больнице в Кишинёве, где скончался 15 сентября 2015 года (по другим источникам — 14 сентября в Бельцах). Похоронен на Центральном (Армянском) кладбище в Кишинёве.

## Семья
- Жена — Ефросинья Алексеевна Добындэ-Волонтир, актриса Национального театра имени Василе Александри
- Дочь — Стелла, дипломат, служит консулом в посольстве Молдовы в Испании[18]

## Награды и звания
- Народный артист Молдавской ССР (1974)
- Народный артист СССР (1984)
- Заслуженный гражданин Республики Молдова (рум. Om Emerit) (2011) — по случаю 20-й годовщины со дня провозглашения независимости Республики Молдова и в знак глубокого признания особого вклада в утверждение государственности Республики Молдова[19]
- Государственная премия Молдавской ССР (1976) — за исполнение главной роли в фильме «Дмитрий Кантемир» (1974)
- Государственная премия РСФСР имени братьев Васильевых (1980) — за исполнение роли прапорщика Волентира в фильме «В зоне особого внимания» (1977)
- Орден Республики (Молдова, 2012)[20]
- Медаль «За гражданские заслуги» (Молдова, 1996) — в связи с пятой годовщиной принятия Декларации о независимости Республики Молдова и в знак признания существенного вклада в провозглашение Республики Молдова суверенным, независимым и демократическим государством[21]
- Командор ордена «За заслуги перед культурой»[рум.] в категории D «Исполнительское искусство» (Румыния, 2014)[22].
- Лучший актёр XX века в молдавском кино (Академия наук Молдовы, 2000)
- «Почётный доктор» («Doctor honoris causa») (Академия наук Молдовы, 2009)[23]
- Премия «Выдающаяся личность страны» (Театральный союз Молдовы (UNITEM), 2013)
- Премия «10 для Молдовы» в номинациях «Актёры и режиссёры» и «Самый любимый молдаванин», присуждённой в рамках кампании Publika TV «Десятка для Молдовы» (2013)[24]
- Звание «За заслуги в продвижении культурных ценностей Республики Молдова»
- Почётные грамоты Международного конкурса имени Иона Караджале (за режиссуру и лучшую мужскую роль в пьесе «Напасть» по И. Караджале)

- Почётный гражданин города Бельцы (2001). 22 мая 2018 года на доме артиста (ул. Индепенденцей, 34) была открыта мемориальная доска[25]
- Почётный гражданин Шолданештского района (2012)
- Почётный гражданин Кишинёва (2014)

## Роли
- «Напасть» И. Л. Караджале — Ион Небунул
- «Эзоп» («Лиса и виноград») Г. Фигейредо — Эзоп
- «Ханума» А. А. Цагарели — князь Пантиашвили
- «Воевода-деспот» В. Александри — Деспот-Водэ

## Фильмография
- 1967 — Нужен привратник — Иван Турбинкэ, солдат
- 1968 — Это мгновение — Михай Адам, лётчик
- 1969 — Десять зим за одно лето — Илие
- 1969 — Один перед любовью — Обадэ
- 1970 — Крутизна — Андрей Спиря
- 1972 — Четвёртый — Бонар
- 1972 — Это сладкое слово — свобода! — Карлос Каро
- 1973 — Мосты — Петраке
- 1973 — Дмитрий Кантемир — Дмитрий Кантемир, государственный деятель, философ и лингвист (озвучил Владимир Костин)
- 1974 — Мужчины седеют рано — Андрей Иванович Рэзлог, офицер (озвучил Юрий Соловьёв)
- 1975 — Момент истины (В августе 44-го…) — Свирид (не был завершён)
- 1976 — Звук свирели — Джабраил
- 1976 — Не верь крику ночной птицы — Ион
- 1977 — В зоне особого внимания — Александр Иванович Волентир, гвардии прапорщик ВДВ (озвучил Николай Губенко)
- 1977 — Сказание о храбром витязе Фэт-Фрумосе — Птицелов
- 1977 — Корень жизни — Лукьян Батыр, председатель колхоза
- 1978 — Кентавры — Эваристо
- 1978 — Агент секретной службы — Игнат Валуцэ
- 1979 — Цыган — Будулай Романов, отец Ивана, возлюбленный Клавдии, цыган
- 1979 — Безответная любовь — любовник Ларисы, доктор
- 1980 — От Буга до Вислы — Пётр Петрович Вершигора, командир партизанского соединения, партизан-ковпаковец (озвучил Павел Морозенко)
- 1981 — Ответный ход — Александр Иванович Волентир, гвардии прапорщик ВДВ, замкомвзвода «Южные»
- 1981 — Единственный мужчина — Михаил Михайлович Клушин
- 1981 — Оленья охота — Головин (озвучил Валерий Рыжаков)
- 1982 — Эта мужская дружба — Антон Греку
- 1982 — Случай в квадрате 36-80 — Сергей Николаевич Скиба, штурман экипажа, капитан авиации
- 1983 — Будь счастлива, Юлия! — Раду
- 1984 — Обвинение — Владимир Сергеевич Ярош, следователь по особо важным делам
- 1984 — Я за тебя отвечаю
- 1985 — Возвращение Будулая — Будулай Романов, отец Ивана, возлюбленный Клавдии, цыган
- 1986 — Следы оборотня — Уго Винчеро
- 1988 — Верными останемся — Родригес
- 1989 — Стук в дверь — Ваня Медведь
- 1991 — Виновата ли я? — Саня
- 2003 — Чандра — киномеханик